# Dee Brown (baloncestista de 1984)
Daniel Harris "Dee" Brown (Jackson, Misisipi, 17 de agosto de 1984) es un exjugador de baloncesto estadounidense. Con 1,83 metros de altura, lo hacía en la posición de base. Actualmente es entrenador en la Universidad Roosevelt en la División II de la NCAA.

## Trayectoria deportiva

### Universidad
Jugó durante cuatro temporadas con los Fighting Illini de la Universidad de Illinois en Urbana-Champaign (junto con Deron Williams y Luther Head), en las que promedió 13,4 puntos, 4,9 asistencias y 3,3 rebotes por partido. Fue elegido en el mejor quinteto de la Big Ten Conference en 2005 y 2006, consiguiendo en 2005 también el título de mejor jugador y en 2006 el prestigioso Bob Cousy Award, que premia al mejor base universitario de la NCAA. En ambas temporadas fue asimismo incluido en el segundo quinteto del All-American.

### Profesional
Fue elegido en la cuadragésimo sexta posición del Draft de la NBA de 2006 por Utah Jazz, Allí se reunió de nuevo con sus excompañeros en la universidad, Deron Williams y Roger Powell, pero tanto el propio Williams como Derek Fisher le cerraron el paso, jugando apenas 9 minutos por partido, en los que promedió 1,9 puntos y 1,7 asistencias.
Continuó su carrera en la liga turca, concretamente en el Galatasaray, donde jugó una temporada en la que promedió 12,5 puntos y 4,8 asistencias por partido. Antes del comienzo de la temporada 2008-09 de la NBA fichó como agente libre por Washington Wizards, donde jugó 17 partidos antes de ser cortado en el mes de diciembre. Pocos días después ficha por Phoenix Suns, pero dos semanas después estaba de nuevo en la calle. Regresó a Europa, terminando la temporada con el Maccabi Tel Aviv de la liga israelí.
En 2009 ficha por el Air Avellino de la Lega Basket Serie A italiana.
[actualizar]

## Estadísticas de su carrera en la NBA

### Temporada regular
| Temp.   | Edad | Equipo     | Liga | P  | TIT | MIN  | TC  | TCA | %TC  | 3P  | 3PA | %3P  | TL  | TLA | %TL   | R.OF. | R.DEF. | REB | ASIS | ROB | TAP | PER | FP  | PTS |
| 2006-07 | 22   | Utah       | NBA  | 49 | 0   | 9.2  | 0.7 | 2.0 | .327 | 0.1 | 0.6 | .214 | 0.5 | 0.8 | .649  | 0.2   | 0.7    | 0.8 | 1.7  | 0.4 | 0.1 | 0.6 | 1.0 | 1.9 |
| 2008-09 | 24   | TOTAL      | NBA  | 19 | 11  | 13.7 | 0.9 | 2.6 | .367 | 0.4 | 1.3 | .292 | 0.2 | 0.3 | .600  | 0.4   | 1.2    | 1.5 | 1.9  | 0.5 | 0.0 | 0.9 | 1.5 | 2.4 |
| 2008-09 | 24   | Washington | NBA  | 17 | 11  | 13.7 | 1.0 | 2.6 | .386 | 0.4 | 1.2 | .300 | 0.1 | 0.2 | .333  | 0.4   | 1.2    | 1.6 | 1.9  | 0.6 | 0.0 | 0.8 | 1.3 | 2.4 |
| 2008-09 | 24   | Phoenix    | NBA  | 2  | 0   | 14.0 | 0.5 | 2.5 | .200 | 0.5 | 2.0 | .250 | 1.0 | 1.0 | 1.000 | 0.0   | 0.5    | 0.5 | 1.5  | 0.0 | 0.0 | 1.5 | 3.0 | 2.5 |
| Total   |      |            | NBA  | 68 | 11  | 10.5 | 0.7 | 2.2 | .340 | 0.2 | 0.8 | .250 | 0.4 | 0.6 | .643  | 0.2   | 0.8    | 1.0 | 1.8  | 0.5 | 0.1 | 0.7 | 1.2 | 2.1 |

### Playoffs
| Temp.   | Edad | Equipo | Liga | P | MIN | TCA | TC | 3PA | 3P | TLA | TL | R.OF. | REB | ASIS | ROB | TAP | PER | FP | PTS | %TC  | %3P  | %FT  | MIN | PTS | REB | AST |
| 2006-07 | 22   | Utah   | NBA  | 8 | 52  | 6   | 17 | 0   | 6  | 1   | 4  | 1     | 3   | 9    | 0   | 0   | 4   | 1  | 13  | .353 | .000 | .250 | 6.5 | 1.6 | 0.4 | 1.1 |
| Total   |      |        | NBA  | 8 | 52  | 6   | 17 | 0   | 6  | 1   | 4  | 1     | 3   | 9    | 0   | 0   | 4   | 1  | 13  | .353 | .000 | .250 | 6.5 | 1.6 | 0.4 | 1.1 |